# Distretto di Müna
Il distretto di Müna è un distretto di Panama nella comarca indigena di Ngäbe-Buglé con 36.075 abitanti al censimento 2010. Il capoluogo è Chichica

## Geografia antropica

### Suddivisioni amministrative
Il distretto è suddiviso in dodici comuni (corregimientos):
- Chichica
- Alto Caballero
- Bakama
- Cerro Caña
- Cerro Puerco
- Krüa
- Maraca
- Nibra
- Peña Blanca
- Roka
- Sitio Prado
- Umani